# 사토 데루아키
사토 데루아키(일본어: 佐藤 輝明, 1999년 3월 13일 ~ )는 일본의 프로 야구 선수이며, 현재 센트럴 리그인 한신 타이거스의 소속 선수(내야수)이다. 효고현 니시노미야시 출신이다.
NPB에서의 신인 좌타자 최다 홈런 기록 보유자(24개)이며 또한 NPB 역사상 유일한 좌타자 신인으로부터 2년 연속 20홈런 달성자이다.

## 상세 정보

### 출신 학교
- 니가와 가쿠인 고등학교
- 긴키 대학

### 선수 경력
- 한신 타이거스(2021년 ~ )

국가 대표 경력
- 2023년 아시아 프로야구 챔피언십 일본 국가대표

### 수상·타이틀 경력
- 센트럴 리그 연맹 특별 수상 : 1회(신인 특별상: 2021년)
- 월간 MVP : 2회(2021년 5월, 2023년 9·10월) ※야수 부문
- 월간 JERA 센트럴 리그 AWARD : 1회(2023년 9·10월)
- 올스타전 감투 선수상 : 1회(2021년 2차전)
- 올스타전 마이나비상 : 1회(2021년)
- 한신 타이거스 DID 어워드
  - 월간상 : 2회(2022년 3·4월, 2023년 9월[4])
  - 연간 대상 : 1회(2023년)

### 개인 기록

#### 첫 기록
- 첫 출장·첫 선발 출장 : 2021년 3월 26일, 대 도쿄 야쿠르트 스왈로스 1차전(메이지 진구 야구장), 6번·우익수로 선발 출장
- 첫 타석·첫 타점 : 상동, 2회초에 오가와 야스히로로부터 좌측 희생 플라이[주 1]
- 첫 안타·첫 홈런 : 2021년 3월 27일, 대 도쿄 야쿠르트 스왈로스 2차전(메이지 진구 야구장), 1회초에 다구치 가즈토로부터 중월 2점 홈런[주 2]
- 첫 도루 : 상동, 7회초에 2루 안착(투수: 데라시마 나루키, 포수: 나카무라 유헤이)

#### 그 외의 기록
- 신인으로서의 교류전 6홈런 : 2021년 ※신인 최다 기록
- 신인으로서의 교류전 12타점 : 상동 ※신인 최다 타이 기록
- 4번 타자 첫 경기에서 만루 홈런 : 2021년 5월 2일, 대 히로시마 도요 카프 7차전(한신 고시엔 구장), 5회말에 노무라 유스케로부터 우월 만루 홈런 ※신인 사상 최초[6]
- 한 경기 3홈런 : 2021년 5월 28일, 대 사이타마 세이부 라이온스 1차전(메트라이프 돔), 다카하시 고나로부터 중월 솔로, 다카하시 고나로부터 좌월 솔로, 리드 가렛으로부터 우월 3점 홈런 ※신인 선수로서의 달성은 1958년 나가시마 시게오 이후 63년 만이며, 구단 신인으로서는 사상 최초[6]
- 한 경기 5삼진 : 2021년 7월 4일, 대 히로시마 도요 카프 10차전(MAZDA Zoom-Zoom 스타디움 히로시마) ※역대 19번째(센트럴 리그 신인 야수로서는 최초)[7]
- 시즌 173 삼진(2021년) ※공동 6위인 최악의 기록, 신인으로서는 역대 최다, 구단 역사상 최다[8]
- 신인 시즌 24홈런(2021년) ※좌타자 기록[9], 구단 기록[10]
- 59연속 타석 무안타 : 2021년 8월 22일 ~ 같은 해 10월 3일 ※오카다 요시후미와 함께 야수로 등록한 선수에 있어서의 2위 타이 기록, 센트럴 리그 최악의 기록[11], 한 시즌의 것으로서는 역대 최악
- 데뷔 이후부터 3년 연속 20홈런 ※역대 7번째, 좌타자로서는 사상 최초[12]
- 올스타전 출장 : 3회(2021년 ~ 2023년) ※2021년에는 팬 투표 부문에서의 신인 최초로 센트럴 리그 최다 득표로 선출

### 등번호
- 8(2021년 ~ )
- 7(사무라이 재팬 시리즈 2022)

### 연도별 타격 성적
| 연 도      | 소 속      | 경 기 | 타 석 | 타 수 | 득 점 | 안 타 | 2 루 타 | 3 루 타 | 홈 런 | 루 타 | 타 점 | 도 루 | 도 루 자 | 희 생 번 | 희 생 플 | 볼 넷 | 고 4 | 사 구 | 삼 진 | 병 살 타 | 타 율 | 출 루 율 | 장 타 율 | O P S |
| ---------- | ---------- | ----- | ----- | ----- | ----- | ----- | ------- | ------- | ----- | ----- | ----- | ----- | -------- | -------- | -------- | ----- | ---- | ----- | ----- | -------- | ----- | -------- | -------- | ----- |
| 2021년     | 한신       | 126   | 455   | 425   | 56    | 101   | 25      | 0       | 24    | 198   | 64    | 6     | 2        | 0        | 2        | 25    | 4    | 3     | 173   | 2        | .238  | .284     | .466     | .749  |
| 2022년     | 한신       | 143   | 603   | 541   | 70    | 143   | 35      | 8       | 20    | 254   | 84    | 11    | 3        | 0        | 7        | 51    | 5    | 4     | 137   | 5        | .264  | .328     | .470     | .798  |
| 2023년     | 한신       | 132   | 548   | 486   | 70    | 128   | 30      | 6       | 24    | 242   | 92    | 7     | 5        | 0        | 4        | 54    | 5    | 4     | 139   | 4        | .263  | .339     | .498     | .837  |
| 통산 : 3년 | 통산 : 3년 | 401   | 1606  | 1452  | 196   | 372   | 90      | 14      | 68    | 694   | 240   | 24    | 10       | 0        | 13       | 130   | 14   | 11    | 449   | 11       | .256  | .319     | .478     | .797  |

- 2023년 시즌 종료 기준
- 굵은 글씨는 시즌 최고 성적.

### 연도별 타격 성적 소속 리그내에서의 순위
| 연 도 | 연 령 | 리 그       | 타 율 | 안 타 | 2 루 타 | 3 루 타 | 홈 런 | 타 점 | 도 루 | 출 루 율 |
| ----- | ----- | ----------- | ----- | ----- | ------- | ------- | ----- | ----- | ----- | -------- |
| 2021  | 22    | 센트럴 리그 | -     | -     | -       | -       | 6위   | -     | -     | -        |
| 2022  | 23    | 센트럴 리그 | -     | 8위   | 2위     | 2위     | -     | 4위   | 9위   | -        |
| 2023  | 24    | 센트럴 리그 | -     | -     | 4위     | 4위     | 4위   | 3위   | -     | -        |

- 연도에서 굵은 글씨는 규정 타석을 도달한 연도
- ‘-’는 10위 미만(타율, 출루율, 장타율, OPS는 규정 타석에 도달하지 않은 경우에도 ‘-’로 표기)

### 연도별 수비 성적
| 연도 | 소속 | 2루   | 2루   | 2루   | 2루   | 2루   | 2루      | 3루   | 3루   | 3루   | 3루   | 3루   | 3루      | 외야  | 외야  | 외야  | 외야  | 외야  | 외야     |
| 연도 | 소속 | 경 기 | 척 살 | 보 살 | 실 책 | 병 살 | 수 비 율 | 경 기 | 척 살 | 보 살 | 실 책 | 병 살 | 수 비 율 | 경 기 | 척 살 | 보 살 | 실 책 | 병 살 | 수 비 율 |
| ---- | ---- | ----- | ----- | ----- | ----- | ----- | -------- | ----- | ----- | ----- | ----- | ----- | -------- | ----- | ----- | ----- | ----- | ----- | -------- |
| 2021 | 한신 | -     | -     | -     | -     | -     | -        | 13    | 8     | 23    | 1     | 2     | .969     | 102   | 168   | 7     | 3     | 1     | .983     |
| 2022 | 한신 | 1     | 1     | 1     | 0     | 0     | 1.000    | 73    | 43    | 96    | 9     | 6     | .939     | 115   | 144   | 2     | 3     | 0     | .980     |
| 2023 | 한신 | -     | -     | -     | -     | -     | -        | 129   | 89    | 213   | 20    | 15    | .938     | -     | -     | -     | -     | -     | -        |
| 통산 | 통산 | 1     | 1     | 1     | 0     | 0     | 1.000    | 215   | 140   | 332   | 30    | 23    | .940     | 217   | 312   | 9     | 6     | 1     | .982     |

- 2023년 시즌 종료 기준
- 굵은 글씨는 시즌 최고 성적.

### 주해
1. ↑  개막전에 선발 출장한 한신의 신인 선수로서 첫 타점을 첫 타석에서 기록한 것은 양대 리그제 이후 최초이다.[5]
2. ↑  신인 선수로서의 개막 2경기째 홈런은 구단 최고 속도 타이 기록이다.[6]

### 출전
1. ↑  “阪神 - 契約更改 - プロ野球”. 《닛칸 스포츠》. 2023년 12월 7일. 2023년 12월 7일에 확인함.
2. ↑  “阪神・佐藤輝　自身初の2打席連発　21号＆22号で猛虎新人史上最強アーチストが偉大な先人に肩を並べた”. 《スポニチ》. 2020년 8월 18일. 2021년 8월 24일에 확인함.
3. ↑  “阪神・佐藤輝　指揮官の４番候補指名に発奮　確実性向上へ新フォームで「レベルアップ」”. 데일리 스포츠 online. 2022년 1월 19일. 2022년 1월 19일에 확인함.
4. ↑  “打ちまくった9月「3年間で一番いい月間」　DIDアワード受賞…優勝導いた佐藤輝の打棒”. 《Full-Count》. 2023년 11월 27일. 2023년 11월 29일에 확인함.
5. ↑  “サトテルから始まるVロード　阪神・佐藤輝が犠飛で21年のチーム初打点　次は初安打、初アーチ！”. 《스포니치》. 2021년 3월 27일. 2021년 5월 2일에 확인함.
6. 1 2 3  “規格外過ぎる阪神佐藤輝明、前半戦だけで三振と左打者本塁打で新人最多タイ”. 《닛칸 스포츠》. 2021년 7월 14일. 2021년 7월 16일에 확인함.
7. ↑  “【データ】阪神佐藤輝明１試合５三振はプロ野球タイ記録　セ新人野手では初”. 《닛칸 스포츠》. 2021년 7월 4일. 2021년 7월 4일에 확인함.
8. ↑  “阪神佐藤輝明、歴代ワースト６位タイ173三振　日本人最多は19年村上”. 《닛칸 스포츠》. 2021년 10월 26일. 2021년 12월 15일에 확인함.
9. ↑  “【データ】阪神佐藤輝明が新人左打者新記録の22本塁打、46年大下超え”. 《닛칸 스포츠》. 2021년 8월 17일. 2021년 12월 15일에 확인함.
10. ↑  “阪神佐藤輝明が田淵超え23号！　球団新人最多本塁打記録を更新”. 《닛칸 스포츠》. 2021년 8월 19일. 2021년 12월 15일에 확인함.
11. ↑  “西武・西川愛也が野手史上最長の６０打席連続無安打　阪神・佐藤輝らのワースト記録を更新　今季初昇格＆スタメンも”. 《デイリースポーツ》. 2023년 4월 30일. 2023년 4월 30일에 확인함.
12. ↑  “【データＢＯＸ】阪神・佐藤輝明、プロ１年目から３年連続２０本塁打は左打者ではプロ野球初”. 《산케이 스포츠》. 2023년 9월 14일. 2023년 9월 14일에 확인함.